# Hereditäre motorisch-sensible Neuropathie
Hereditäre motorisch-sensible Neuropathien, abgekürzt HMSN, sind eine Gruppe vererbter und chronisch voranschreitender Nervenkrankheiten (Neuropathien), die nur die peripheren Nerven und überwiegend deren motorischen Anteil erfassen. Gemeinsames Merkmal ist die distal (rumpffern) beginnende, sich allmählich zentral ausbreitende Schwäche mit begleitendem Muskelschwund (Atrophie). Die alten Bezeichnungen mit Eigennamen werden zunehmend zugunsten der folgenden Klassifikation (nach Dyck) verlassen.
- HMSN I – Charcot-Marie-Tooth-Krankheit
- HMSN II – Neuronale Peroneale Muskelatrophie
- HMSN III – Déjerine-Sottas-Krankheit
- HMSN IV – Refsum-Syndrom
- HMSN V – Hereditäre spastische Paraplegie
- HMSN VI – HMSN mit Optikusatrophie
- HMSN VII – HMSN mit Retinitis pigmentosa